# Verónica Hidalgo
Verónica Hidalgo (Begur, 30 dicembre 1981) è una modella spagnola, eletta Miss Spagna nel 2005.

## Biografia
Cresciuta nella città di Begur, a Gerona, prima di essere eletta Miss Gerona, Verónica Hidalgo lavorava nell'azienda fotografica di famiglia.
Veronica Hidalgo ha vinto il titolo di Miss Spagna nel 2005, in rappresentanza di Gerona all'età di 24 anni nel concorso di bellezza svoltosi a Oropesa del Mar (provincia di Castellón). In seguito la Hidalgo ha partecipato a Miss Universo 2005, ma non è riuscito ad arrivare sino alle fasi finali del concorso.
Dopo il titolo ha partecipato al reality show Survivor nel 2006, e ad ottobre dello stesso anno ha posato nuda per la rivista Interviù.

## Agenzie
- Chic Models
- Fashion Face